# Andinobates bombetes
Andinobates bombetes е вид жаба от семейство Дърволази (Dendrobatidae). Видът е застрашен от изчезване.

## Разпространение и местообитание
Разпространен е в Колумбия.
Обитава гористи местности, планини, възвишения и склонове в райони с тропически и субтропичен климат.

## Описание
Популацията на вида е намаляваща.